# Corydalis yanhusuo
Corydalis yanhusuo är en vallmoväxtart som beskrevs av Wen Tsai Wang, Z. Y. Su och C. Y. Wu. Corydalis yanhusuo ingår i släktet nunneörter, och familjen vallmoväxter. Inga underarter finns listade i Catalogue of Life.